# Мурат Боз
Мурат Боз (тур. Murat Boz; нар. 7 березня 1980, Караденіз-Ереглі, провінція Зонгулдак, Туреччина) — турецький актор і співак. Тренер турецького вокального шоу O Ses Türkiye.

## Біографія
Народився 7 березня 1980 року у провінції Зонгулдак.
У рідному місті Караденіз Ереглі Мурат Боз отримав середню освіту, потім переїхав до Стамбула.
У 1999 році вступив до Istanbul Bilgi University Стамбульського університету Більґі, згодом продовжив навчання у Стамбульському технічному університеті. Тоді ж він став беквокалістом Таркана.
Мурат Боз дебютував у липні 2006 року, опублікувавши пісню «Aşkı Bulamam Ben».
На початку 2007 року вийшов альбом під назвою Maximum.
У травні 2011 року вийшов його третій студійний альбом Aşklarım Büyük Benden. Альбом продано 35 000 примірників і був номінований на нагороду «Найкращий альбом».
Пісні «Hayat Öpücüğü», «Geri Dönüş Olsa», «Kalamam Arkadaş», «Bulmaca» та «Soyadımsın» стали популярними хітовими піснями, з окремими музичними кліпами, створеними для кожної з них.
На 39-й нагороді «Золотий метелик» він здобув нагороду «Найкращий соліст турецької поп-музики».
У 2016 році зіграв роль у фільмі Мій брат разом з Бураком Озчивітом та Асли Енвер.
У квітні 2016 року випустив свій четвертий студійний альбом Janti . Пісня з такою ж назвою, як альбом, стала хітом номер один у Туреччині, а друга пісня під назвою «Adını Bilen Yazsın» досягла другого місця в чартах.
У 2017 році зіграв роль у фільмі Мій брат 2.
А в травні 2018 року випустив сингл «Geç Olmadan».
У липні 2019 року DMC вийшов шостий сингл Мурата Боза «Aşk Bu». Пісня, яку написав Фікрі Караєль та аранжував Озан Чолакоглу, вийшла разом із музичним відеороликом.
14 лютого 2020 року випустив новий сингл «Can Kenarım».

## Альбоми
- Maximum (2007)
- Şans (2009)
- Aşklarım Büyük Benden (2011)
- Janti (2016)

## Фільмографія
| Рік      | Назва                                    | Роль   | Примітки |
| -------- | ---------------------------------------- | ------ | -------- |
| 2016 рік | Kardeşim Benim/ Брат мій                 | Озан   |          |
| 2016 рік | Dönerse Senindir / Якщо повернешся, твоя | Мехмед |          |
| 2017 рік | Kardeşim Benim 2 / Мій брат 2            | Озан   |          |
| 2018 рік | Öldür Beni Sevgilim / Вбий, любий мій    | Яман   |          |
| 2022 рік | Zeytin Ağacı / Інша я                    | Топрак |          |